# Habroloma geranii
Habroloma geranii é uma espécie de insetos coleópteros polífagos pertencente à família Buprestidae.
A autoridade científica da espécie é Silfverberg, tendo sido descrita no ano de 1977.
Trata-se de uma espécie presente no território português.